# Black Joy
Pour plus de détails, voir Fiche technique et Distribution.
Black Joy est un film britannique réalisé par Anthony Simmons, sorti en 1977.

## Fiche technique
- Titre français : Black Joy
- Réalisation : Anthony Simmons
- Scénario : Anthony Simmons et Jamal Ali
- Photographie : Phil Meheux
- Pays d'origine : Royaume-Uni
- Format : Couleurs - 1,85:1 - Mono
- Genre : comédie
- Date de sortie : 1977

## Distribution
- Norman Beaton : Dave
- Trevor Thomas : Ben
- Dawn Hope : Saffra
- Floella Benjamin : Miriam
- Oscar James : Jomo
- Paul J. Medford : Devon
- Shango Baku : Raastaman
- Vivian Stanshall : Warden
- Cynthia Powell : Prossie
- Jeillo Edwards : la tante
- David Ryall : Boucher